# 海利根达姆进程
海利根达姆进程是自2007年八国集团海利根达姆峰会后建立起来的八国集团和主要发展中国家（中国、印度、巴西、墨西哥、南非）五国的机制性的对话机制。
海利根达姆进程2007年正式启动，本质上是由于G7/8面临功能赤字（即行动力下降）以及集团机制和协议合法性和代表性缺失；新兴大国实力崛起引起政治诉求。当然，在全球化背景下，G7集团无法在没有如中国、印度等国家参与下，独立解决全球问题。在07年的达沃斯“世界经济论坛”时，英国首相布莱尔做出两个预测，一是关于WTO多哈回合谈判，另一个就是“G8”会朝着“G8+5”方向发展，最终会发展成为“G13”，这五国就是中国、印度、巴西、南非和墨西哥。
在 2007 年 6 月 6－8 日德国小镇海利根达姆召开的八国集团峰会上，八国集团开启了同中国、印度、巴西、南非、墨西哥等五个新兴发展中大国（Outreach Five, O5）就知识产权、投资、发展、能源效率等 4 个议题开展对话的“海利根达姆进程”，这样“G8+5 对话会”机制就正式形成了。这个非正式对话机制主要议题集中在知识产权、投资、发展、能源效率等方面。
但是对于能否发展成“G13”这取决于这五个国家最后的意愿。详细内容，请参见，CIGI ,Center for International Governance Innovation.
http://www.cigionline.org/ （页面存档备份，存于）